# 拉里·戴蒙德

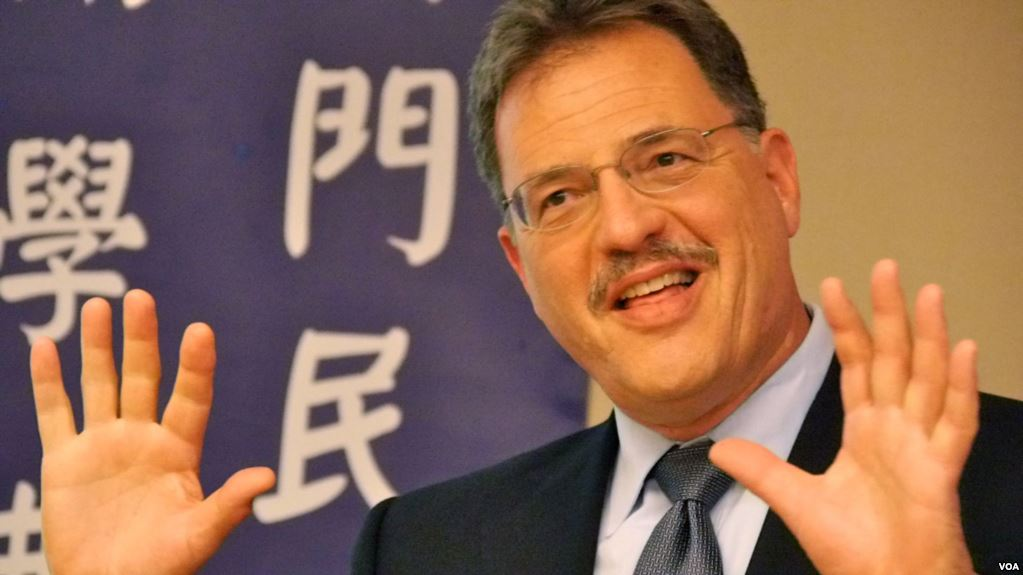
戴蒙德出席天安門民主大學開學典禮

拉里·戴蒙德（Larry Jay Diamond）（1951年10月2日—），漢名戴雅門，美國政治社會學者，世界知名的民主理論學者。現為史丹福大學政治及社會學教授、胡佛研究所高級研究員。

## 生平
戴蒙德，早年就讀史丹福大學，並於1980年取得社會學博士學位。曾經擔任范德堡大學社會學助理教授、美國國家民主基金會《民主期刊》主編，現為史丹福大學政治及社會學教授以及胡佛研究所高級研究員。
2014年6月1日，戴蒙德在天安門民主大學開學典禮演講〈为何中国将实现民主〉，他说，全球民主化潮流浩荡，全球至少百分之六十的国家有通过选举出来的政权，“当一个国家发展，国民的教育水平会提高，文盲减少，寿命延长，国家民主化的可能性也会提高”，他非常相信中華人民共和國“在未来25年内会成为民主国家”。
2018年8月，戴蒙德在臺灣臺北市演講，針對全球民主倒退的現象，歸納出一個政體走向專制獨裁時，執政者往往有下列行為：妖魔化及非法化政治反對派，破壞司法獨立，破壞傳播媒體獨立性，取得公共廣播控制，限制網路自由，壓制公民團體包括智庫和大學，恫嚇商業團體屈服，獨厚效忠親信的資本家，擴大政治控制國家官僚及安全體系，操縱選舉法，掌控選舉行政機關。

## 理論

### 民主衰退
2008年，戴蒙德將數十年的全球民主化趨勢出現停滯現象喻為「民主衰退」（democracy recession）。

### 選舉式威權主義
2000年代，戴蒙德觀察第三波民主化後期，出現一批非民主、亦非傳統認知的威權國家。戴蒙德稱之為「選舉式威權主義」(英語：electoral authorism)或「競爭式威權主義」（英語：competitive authoritarian）。學界則稱之為混合政權，並關注選舉是強化，或弱化了威權政體。

## 學生
- 葉劉淑儀：香港立法會議員、前保安局局長，留學史丹福大學時戴蒙德為其論文導師。

## 著作
- The Spirit of Democracy. Times Books, 2008
- Squandered Victory: The American Occupation and the Bungled Effort to Bring Democracy to Iraq. Owl Books, 2005, ISBN 0-8050-7868-1
- Developing Democracy: Toward Consolidation
- Promoting Democracy in the 1990s
- Class, Ethnicity, and Democracy in Nigeria
- Political Culture and Democracy in developing Countries ed.

### 采访
- South China Morning Post podcast in which Larry Diamond shares his views on Hong Kong political reforms in a podcast interview with scmp.com （页面存档备份，存于） reporter, James Moore, on  September 19, 2006. Interview 3mins 43secs into podcast.